# Charles François Antoine Morren
Pour les articles homonymes, voir Morren.
Ne pas confondre avec son fils Charles Jacques Édouard Morren (1833-1886)
Charles François Antoine Morren est un horticulteur et botaniste belge, né le 3 mars 1807 à Gand et mort le 17 décembre 1858 à Liège.

## Biographie
Après des études à Gand et à Bruxelles, Charles Morren obtient un titre de docteur en 1829. En 1833, il enseigne la physique à l’université de Gand puis la botanique à l'université de Liège. Il dirige également le jardin botanique de Liège.
Il découvre la fécondation artificielle de la vanille en 1836. Bien qu'il parvienne à produire quelques centaines de gousses sous serre, son procédé ne remporte aucun succès économique. De plus, la méthode qu'il a utilisée n'est pas connue avec certitude, mais elle nécessite nettement plus de travail que celle inventée en 1841 à La Réunion par Edmond Albius et qui est encore appliquée aujourd'hui.
Parmi ses travaux, il faut citer :
- Essai sur l'influence de la lumière dans la manifestation des êtres organisés (1835).
- Études d'anatomie et de physiologie végétales (1841).
- Notions élémentaires de sciences naturelles (1844).
- Annales de la société royale d'agriculture et de botanique de Gand (1846).
- Lobelia (1851).

Il est le rédacteur en chef de l’Horticulteur belge de 1833 à 1836, des Annales de la Société royale d'agriculture et de botanique de Gand de 1845 à 1849, du Journal d'agriculture pratique de 1848 à 1855 et de La Belgique horticole, journal des jardins et des vergers de 1851 à 1855.
Il dédie l'espèce Malaxis parthoni de la famille des orchidées au Chevalier Parthon de Von (1751-1818). John Lindley (1799-1865) lui dédie, en 1838 le genre Morrenia de la famille des Asclépiadacées. Ces deux plantes sont originaires d'Amérique centrale et du Sud.

## Hommage
La rue Charles Morren à Liège lui rend hommage.